# Aleksiej Stachanow

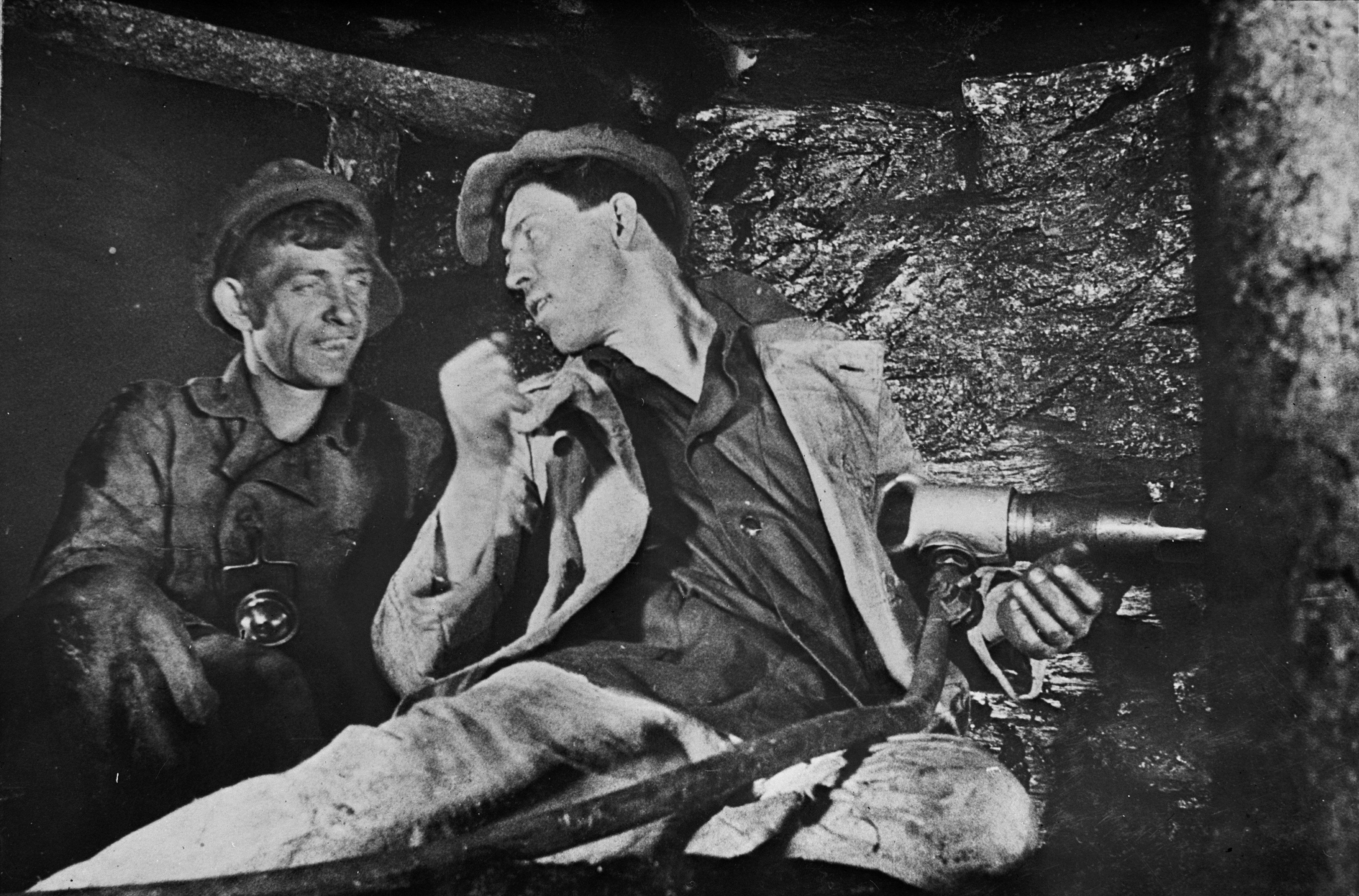
Aleksiej Stachanow na stanowisku pracy

Aleksiej Grigorjewicz Stachanow właśc. Andriej, ros. Алексей Григорьевич Стаханов (ur. 21 grudnia 1905?/3 stycznia 1906 we wsi Ługowaja w guberni orłowskiej, zm. 5 listopada 1977 w Doniecku) – górnik dołowy kopalni „Centralnaja-Irmino”, Bohater Pracy Socjalistycznej po wykonaniu 1400 procent normy, prekursor ruchu stachanowskiego.

## Życiorys
Tuż po urodzeniu, w czasie chrztu otrzymał imię Andriej. Ukończył trzy klasy szkoły podstawowej, a potem pracował jako rolnik pod Orłem. Wraz z żoną Jewdokiją przeniósł się do Donbasu, gdzie został górnikiem. W małżeństwie został ojcem córki Kławy i syna Wiktora.
W nocy z 30/31 sierpnia 1935, Aleksiej Stachanow podczas jednej zmiany w kopalni Centralnaja-Irmino w Kadyjewce w Donbasie, wykonał 1400% normy (tj. wydobył 102 tony węgla zamiast 7 ton w/g normy). Bicie rekordu było pomysłem szefa zakładowej organizacji partyjnej, górnika Konstantina Pietrowa, a wymyślone zostało w celu uratowania kierownictwa zakładu przed zesłaniem do obozu pracy, gdyż kopalnia ta od kilku lat miała problemy z realizacją planów i była jedną z najmniej wydajnych w Donbasie. Pomimo oporu obawiającego się wypadku dyrektora kopalni oraz niechęci górników, dla których wykonanie planów oznaczało zwiększenie planów w kolejnym okresie rozliczeniowym, Pietrow znalazł ochotnika w osobie Stachanowa. Dyrekcja wyraziła zgodę na bicie rekordu w nocy, gdy w kopalni nie pracowano. Praca na tej zmianie została wcześniej całkowicie przeorganizowana – Stachanow zamiast jednocześnie pozyskiwać węgiel i zabudowywać przodek dostał do pomocy przy obudowie przodka dodatkowych górników: dwóch do ładowania i wywożenia węgla, dwóch do stemplowania chodnika, jednego do oświetlania pola pracy oraz dziennikarza lokalnej gazety. Dodatkowo cały urobek naliczano na konto Stachanowa, zamiast podzielić go przez liczbę wszystkich górników zaangażowanych w pracę, jak należało obliczać wydobycie przy zestawianiu z normą.
Następnego dnia rano kopalniana komisja partyjna na posiedzeniu przyznała mu w ramach nagrody dom, konia z rzędem i bryczką, premię w wysokości trzech miesięcznych pensji i dwa miejsca w klubie górniczym. Tłum zebrany przed kopalnią składał się natomiast zarówno z osób gratulujących rekordziście, jak i osób grożących mu i próbujących pobić, gdyż jego rekord mógł w przyszłości skutkować zwiększeniem norm wydobycia dla wszystkich górników.
Dzień po pobiciu rekordu ukazała się krótka notatka w gazecie „Prawda”. W jej treści jego imię zapisano jako Aleksiej zamiast Andriej. W późniejszym okresie na osobiste polecenie Józefa Stalina we wszystkich dokumentach dokonano zmiany imienia z Andriej na Aleksiej.
Miesiąc po osiągnięciu rekordu, w Moskwie na zjazd górniczych przodowników pracy, otrzymał gratulacje od Józefa Stalina, który jednocześnie nakazał mu zakończenie małżeństwa, gdyż jego żona miała negatywny stosunek do bicia rekordu oraz do ustroju panujacego w ZSRR. Dwa miesiące później, zamieszkał na stałe w Moskwie i skierowany do Akademii Przemysłowej, a zakwaterowano go w Domu na Nabierieżnej – najbardziej prestiżowym apartamentowcu w Moskwie. W tym czasie administracja państwowa bez jego wiedzy zakończyła jego małżeństwo, a on sam zakochał się w Galinie Bondarienko, z którą wkrótce potem się ożenił. W okresie przedwojennym przyjaźnił się również przez pewien czas z Wasilijem Stalinem, synem Józefa Stalina.
W chwili najazdu niemieckiego na ZSRR zgłosił się do wojska. Z polecenia Stalina nie został jednak wcielony w szeregi Armii Czerwonej lecz mianowany dyrektorem całkiem nowego wydziału w narkomacie (ministerstwie) przemysłu węglowego. Jako symbol przodownictwa pracy był deputowanym do Rady Najwyższej ZSRR.
W 1957 roku, z polecenia Nikity Chruszczowa, wysłany został do miasta Czystiakowo, gdzie objął posadę niewiele znaczącego urzędnika – naczelnika trustu „Czistiakow antracyt”, a potem pomocnika głównego inżyniera Zarządu Kopalni nr 2/43 w truście „Toresantracyt”. W tym czasie popadł w alkoholizm.
W czasach Chruszczowa zakazane było także określenie przodowników pracy mianem stachanowców (zauważono, że ruch stachanowski przynosi więcej szkód niż pożytku), dopiero w czasach Leonida Breżniewa Aleksiej Stachanow wrócił do łask. W 1970 roku, w 35. rocznicę powstania ruchu stachanowskiego, gensek Breżniew zaprosił go do Moskwy, gdzie odznaczył go po raz drugi Orderem Lenina i Medalem „Sierp i Młot” Bohatera Pracy Socjalistycznej. Dawny rekordzista ponownie zaczął odwiedziny w zakładach pracy, wkrótce jednak, podczas jednego z przyjęć, doznał poważnego wylewu i już w roku 1971 trafił do ośrodka dla nerwowo chorych w Doniecku, a po kilku latach pobytu tam zatracił kontakt z rzeczywistością. Zmarł jesienią 1977 roku, w dzień po wizycie Konstantina Pietrowa i Władimira Bieszuli. Na jego cześć Kadyjewkę przemianowano na Stachanow.
„Rekord” Aleksieja Stachanowa został pobity w sierpniu 2010 przez ukraińskiego górnika Serhija Szemuka, który (za pomocą nowoczesnego młota) wyfedrował 170 ton.

## Ordery i odznaczenia
- Order Lenina
- Złoty Medal „Sierp i Młot”
- Order Czerwonego Sztandaru Pracy i inne.